# Linge (Marienheide)
Linge ist eine Ortschaft in der Gemeinde Marienheide im Oberbergischen Kreis, Nordrhein-Westfalen, Deutschland. Es handelt sich um eine an der Lingesetalsperre gelegene kleine Hofschaft, ehemals mit eigener Schule und einer Reihe von Bauernhöfen. Linge liegt etwa 3,1 km von Marienheide entfernt.

## Erstnennung
Im Jahr 1487 wurde der Ort das erste Mal urkundlich erwähnt und zwar „Hannes von Lingen wird im Marienthaler Mirakelbuch genannt“.
Die Schreibweise der Erstnennung war Lingen.

## Freizeit

### Vereinswesen
- MGV „Sängerbund“ Linge e. V.

### Wander- und Radwege
Durch Linge führt der Rundwanderweg A3 (Schmitzwipper – Lingesetalsperre Moosberg – Linge – Wernscheid – Lambach – Lingesetalsperre – Schmitzwipper) mit 6,8 Kilometern Länge.

## Linienbus
Haltestelle: Linge
- 399 Richtung Marienheide – Holzwipper